# Teo Gheorghiu
Teo Gheorghiu (n. 12 august 1992, Männedorf, cantonul Zürich, Elveția) este un pianist elvețian de origină română care deține cetățenia canadiană.

## Biografie
Părinții lui Teo Gheorghiu au emigrat din România în Canada în anii 1980 și au obținut cetățenia canadiană înainte de a se stabili în Elveția. Mama sa este istoricul de artă Adina Gheorghiu. Teo are un frate mai mic, Max.
Educație
Gheorghiu a început să învețe pianul la vârsta de 5 ani având printre alții pe Daniel Höxter ca profesor. De la 9 ani urmează școala Purcell School din Londra, o școală pentru copii talentați la muzică, unde studiază pianul cu William Fong. După această perioadă Teo continuă studiile la Curtis Institute din Philadelphia, SUA, de la sfârșitul lui august 2010, după ce și-a încheiat formarea de nouă ani la Purcell School din Londra. Aici are profesor pe Gary Graffman (care i-a învățat și pe Lang Lang și Yuja Wang) și Leon Fleisher.
Concerte
În patria sa natală Elveția, se bucură de o popularitate considerabilă. 
Și-a făcut debutul în concert în 2004, la Tonhalle din Zurich, cu Concertul pentru pian în la minor, Op. 54 al lui Robert Schumann (unde au fost înregistrate live materialul pentru scena finală a filmului Vitus). În mai 2007, interpretarea sa a Concertului pentru pian nr. 2 al lui Serghei Rahmaninov cu Musikkollegium Winterthur a fost primită cu laude. În același an a susținut concerte cu Tokyo New City Orchestra, Orchestra de cameră din Zurich și Orchestra Simfonică din Berna. În 2008 a susținut concerte la Tokyo, Istanbul, Londra, Sankt Petersburg și Potsdam. În 2009 a făcut turnee la Zurich, Gstaad, Fribourg, precum și la Harrogate, Bad Saarow, București, Bonn, precum în China și Taiwan.
În 2010 și-a făcut debutul în recital la Zurich Tonhalle cu Suita engleză în sol minor a lui Bach, Fantezia în do minor de Mozart și Sonata a doua pentru pian a lui Chopin. În 2012 a cântat la Festivalul de la Lucerna. A participat de mai multe ori la Klassik Bülach și Lenzburgiada de la Castelul Lenzburg. În 2017 a cântat la Festivalul Schumann din Bonn și la Gala Ceaikovski a Royal Philharmonic Orchestra din Londra, precum și cu Orchestra Simfonică din Bournemouth.
În 2018 a participat, printre altele, la Concertele de la Castelul Thun în calitate de Artiste Etoile și a interpretat Concertul pentru pian nr. 5 de Beethoven cu Musikkollegium Winterthur sub conducerea lui Roberto González-Monjas în Winterthur. De asemenea, a cântat cu Piano aux Jacobins din Toulouse, precum și cu Mecklenburgische Staatskapelle Schwerin și cu Orchestra Simfonică Wuppertal.
Film
Pe lângă abilitățile sale remarcabile de pianist, Teo este și un actor înzestrat. În 2006 a apărut în rolul principal al unui tânăr deosebit de talentat la pian, în filmul elvețian regizat de Fredi M. Murer Vitus alături de Bruno Ganz. Pentru acest rol a obținut în 2007 premiul Undine Award pentru cel mai bun debutant în film.
„ Prezentat la Berlinală, filmul a uimit prin precocitatea reală a interpretului principal Teo Gheorghiu, despre care nu știm mai mult decât că are o privire scrutătoare și o curiozitate de șoricel pe chip. Dacă degetele de virtuoz pe claviatura pianului nu sunt de împrumut,atunci chiar că e superdotat, pentru că actor e până în măduva oaselor. ”—T. Caranfil , Dicționar universal de filme 
Relația cu România
Născut în Elveția și crescut la Londra, singurele legături din tinerețe ale lui Teo Gheorghiu cu România au fost prin intermediul muzicii lui Dinu Lipatti, Radu Lupu, Maria Tănase, Taraful Haiducilor și multor altor interpreți care îl făceau să vibreze de sentimente.
După moartea tatălui său, Dan Adrian Gheorghiu, în 2018 și înmormântarea lui la Sândominic, în Harghita, satul în care acesta a copilărit, Teo a făcut un pelerinaj de 11 zile pe bicicletă prin România pentru a-și redescoperi rădăcinile.
Un nou proiect muzical i-a urmat, care s-a finalizat în 2022 cu apariția discului Roots (Rădăcini). Acesta cuprinde Rapsodia română nr. 1 în La major a lui George Enescu, în transcripția pentru pian a compozitorului, Allegro barbaro și Dansurile populare românești pentru pian ale lui Béla Bartók, precum și lucrări de Modest Musorgski și Georges Gurdjieff.

## Distincții
Teo Gheorghiu a obținut premiul întâi la Concursul internațional de pian de la San Marino în 2004 și s-a clasat de asemenea pe primul loc la Concursul internațional de pian Franz Liszt de la Weimar în 2005.
În ianuarie 2010, a fost distins cu premiul „Beethoven Ring” (Inelul Beethoven) pentru participarea sa la „Festivalul Beethoven pentru Tinere Talente” din 2009, care a avut loc la Bonn (orașul natal al lui Ludwig van Beethoven). Premiul este acordat anual de către societatea „Bürger für Beethoven” (Cetățenii pentru Beethoven).

## Discografie
În 2007, la Sony Classical a apărut compilația Vitus, conținând soundtrackul filmului omonim. Teo Gheorghiu interpretează piesele: 
- Schumann - Piano Concerto In A Minor, Op. 54;
- Liszt - Hungarian Rhapsody No. 6;
- Ravel - Alborada Del Gracioso;
- Scarlatti - Sonata, K 263;
- Bach - The Goldberg Variations: Variations 29, 30 (Part 2) Aria;
- Paganini/Liszt - La Campanella;
- Mozart - Requiem In D Minor, KV. 626: Lacrimosa;
- Mozart - Rondo In A Minor, KV. 511.

| An   | Titlu album                                                                       | Interpretare cu                               | Casa de discuri     |
| ---- | --------------------------------------------------------------------------------- | --------------------------------------------- | ------------------- |
| 2009 | Schumann, Beethoven – Piano Concertos                                             | Musikkollegium Winterthur, Douglas Boyd       | Deutsche Grammophon |
| 2012 | Dvořák - Piano Quintet Op. 81 - String Quartet Op. 96 "American"                  | Carmina Quartet                               | Sony Classical      |
| 2015 | Excursions                                                                        | Musikkollegium Winterthur, Douglas Boyd       | Sony Classical      |
| 2020 | Duende                                                                            |                                               | Claves              |
| 2022 | Roots                                                                             |                                               | Claves              |
| 2025 | Mozart: Violin Concerto No. 5, KV 219, Piano Concertos Nos. 3, KV 40 & 14, KV 449 | Mozarteumorchester Salzburg, Howard Griffiths | Alpha Classics      |

## Filmografie
Cinema
- 2006 Vitus, regia Fredi M. Murer : Vitus von Holzen - la 12 ani

Televiziune
- 2006 Die Vitusmacher (în română Creatorii de Vitus, film documentar despre realizarea filmului Vitus), regia Rolf Lyssy : propriul rol

Teo Gheorghiu a apărut de asemenea ca invitat în talk-show-ul japonez Eigo de shabera-night (episodul din 22 octombrie 2007) și în cel elvețian Aeschbacher (episodul din 23 decembrie 2010).